# (38181) 1999 JG124
(38181) 1999 JG124 est un astéroïde aréocroiseur découvert en 1999.

## Description
(38181) 1999 JG124 a été découvert le 15 mai 1999 à l'observatoire Magdalena Ridge, situé dans le comté de Socorro, au Nouveau-Mexique (États-Unis), par le projet Lincoln Near-Earth Asteroid Research (LINEAR).

### Caractéristiques orbitales
L'orbite de cet astéroïde est caractérisée par un demi-grand axe de 2,31 ua, un périhélie de 1,64 ua, une excentricité de 0,29 et une inclinaison de 23,89° par rapport à l'écliptique. Du fait de ces caractéristiques, à savoir un demi-grand axe inférieur à 3,2 ua et un périhélie compris entre 1,3 et 1,666 ua, il croise l'orbite de Mars et est classé, selon la JPL Small-Body Database, comme astéroïde aréocroiseur (aréo venant de Arès).

### Caractéristiques physiques
(38181) 1999 JG124 a une magnitude absolue (H) de 14,5 et un albédo estimé à 0,082.